# Burchard z Wormacji
Burchard z Wormacji (ur. 965, zm. 20 sierpnia 1025) – biskup Wormacji od roku 1000, prawnik, autor 20 ksiąg zbiorów prawa kanonicznego: Decretum, Liber decretorum, Collectarium canonum.
Burchard odebrał wykształcenie w Koblencji, po czym przeniósł się do Moguncji, gdzie został wyświęcony na diakona przez tamtejszego arcybiskupa, św. Willigisa. Przy poparciu Willigisa został mianowany przez cesarza Ottona III biskupem Wormacji. Początki sprawowania tego urzędu były dla Burcharda trudne ze względu na walkę z szerzącym się w rejonie Wormacji rozbójnictwem, popieranym przez lokalnego przeciwnika biskupa, księcia Karyntii i hrabiego Wormacji, Ottona I. Mimo konfliktu z Ottonem Burchard zajął się wychowywaniem osieroconym wnukiem księcia karynckiego, Konrada, przyszłego (od 1024) cesarza Konrada II. Nauka ta skupiła się głównie na aspektach praktycznych: myślistwie, władaniu bronią, prawie i umiejętnościach administracyjnych, nie obejmowała natomiast nauki łaciny. Po śmierci Ottona Karynckiego (1004) Burchard uzyskał zgodę na przebudowę jego zamku na klasztor św. Pawła. W latach 1003–1016 zbudował na miejscu dawnego kościoła romańską katedrę wormacką.

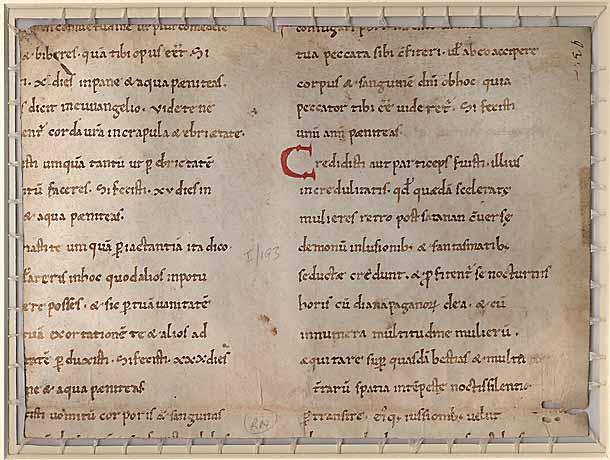
Strona z Decretum autorstwa Burcharda

Sławę Burchardowi przyniosła jego działalność kodyfikacyjna. Począwszy od roku 1008 rozpoczął zbieranie dokumentów i źródeł prawa kanonicznego, zawierające m.in. treści ze Starego Testamentu czy tekstów św. Augustyna i Ojców Kościoła. Zawarł w swojej kompilacji wszystkie obowiązujące wówczas przepisy prawa kanonicznego. Oprócz działalności kodyfikacyjnej znany był z czynnego popierania niezależności Kościoła i prymatu papieża w świecie chrześcijańskim. Był także zwolennikiem odnowy duchowej Kościoła, przeciwnikiem symonii i zwolennikiem celibatu.